# Fernando Rosique Castillo
Fernando Rosique Castillo (Ciudad de México; 1966) es un Dirigente y político mexicano de izquierda, exmiembro del Partido Mexicano Socialista (PMS), fundador del Partido de la Revolución Democrática (PRD) y perteneciente actualmente al Movimiento de Regeneración Nacional (MORENA). Licenciado en Economía por la Universidad Del Valle de México y maestro en administración por la misma universidad. Ha sido jefe delegacional en Iztacalco, así como director general de Regulación al Transporte (2012) en la CDMX.

## Inicios
Fernando Rosique inicia su carrera política en 1987 cuando se afilia al PMS, logrando ser el único secretario general del mismo en la delegación Azcapotzalco. Posteriormente forma parte activamente del movimiento que político que desemboca en la candidatura de Cuauhtémoc Cárdenas a la presidencia de la República en 1988. En 1989 es miembro fundador del Partido de la Revolución Democrática (PRD). Así mismo, en 1994, es candidato a diputado federal por el Dtto. XXVIII en la Ciudad de México, antes ubicado en Azcapotzalco. 
En 1994 también se desempeña como asesor de la Comisión de Desarrollo Metropolitano de la Asamblea Legislativa del Distrito Federal. 
En 1997 el ingeniero Cuauhtémoc Cárdenas invita a Rosique a ser parte del gobierno delegacional de la Delegación Azcapotzalco como Subdelegado Jurídico y de Gobierno, donde años más tarde es coordinador de asesores y director de Recursos Humanos. 
En 2006 se integra en director jurídico y de Gobierno en Iztacalco cuando Armando Quintero Martínez es delegado, después como director general de Administración.

## Jefe delegacional
A propuesta del jefe de Gobierno del Distrito Federal, Fernando Rosique es designado jefe delegacional sustituto en Iztacalco el 28 de abril de 2009, toma posesión el 6 de mayo tras rendir protesta en la Asamblea Legislativa del Distrito Federal.